# Lactobacillus leichmannii
Lactobacillus leichmannii is een bacteriesoort behorende tot het geslacht Lactobacillus en valt onder de melkzuurbacteriën.
Het is een gram-positieve facultatief anaërobe staafvormige bacterie.
Oudere synoniemen :  Bacillus leichmanii en Lactobacterium leichmanii.